# 放生桥
放生桥位于中国上海朱家角镇，明隆庆五年（1571年）始建，清嘉庆十七年（1812年）重建。全长70.8米，宽5.8米，五孔联拱，是上海最大的一座石拱桥。构造精巧，形状美观，是朱家角十景之一。放生桥顾名思义，就是放生积德从善。僧人性潮曾规定在桥下只准放生鱼鳖，而不得撒网捕鱼。1987年，入选上海市文物保护单位。
今天，在这里常有人兜售活鱼供游人购买放生。